# リースの表現定理
リースの表現定理（リースのひょうげんていり、英: Riesz representation theorem）とは、数学の関数解析学の分野におけるいくつかの有名な定理に対する呼称である。リース・フリジェシュの業績に敬意を表し、そのように名付けられた。

## ヒルベルト空間の表現定理
この定理は、ヒルベルト空間とその（連続的）双対空間の間に、ある重要な関係性を構築するものである。すなわち、基礎体が実数体であるなら、それら2つの空間は等長同型であり、複素数体であるなら、それらは等長反同型である、ということについてこの定理は述べている。そのような（反）同型性は、以下で述べるように、とりわけ自然なものである。
H をヒルベルト空間とし、H から体 R あるいは C へのすべての連続線型汎関数からなる双対空間を H* と表す。x が H の元であるなら、
{\displaystyle \varphi _{x}(y)=\left\langle y,x\right\rangle \quad \forall y\in H}
で定義される関数 φx は H* の元である。ただし、{\displaystyle \langle \cdot ,\cdot \rangle } はヒルベルト空間の内積を表すものとする。リースの表現定理では、H* の「すべての」元に対してこのような形での表記法が一意に存在する、ということが述べられている。
定理 Φ(x) = φx で定義される写像 Φ: H → H* は、等長（反）同型である。すなわち、
- Φ は全単射。
- x と Φ(x) のノルムは等しい：{\displaystyle \Vert x\Vert =\Vert \Phi (x)\Vert }.
- Φ は加法的である：{\displaystyle \Phi (x_{1}+x_{2})=\Phi (x_{1})+\Phi (x_{2})}.
- 基礎体が R であるなら、すべての実数 λ に対して {\displaystyle \Phi (\lambda x)=\lambda \Phi (x)} が成り立つ。
- 基礎体が C であるなら、すべての複素数 λ に対して {\displaystyle \Phi (\lambda x)={\bar {\lambda }}\Phi (x)} が成り立つ。ただし、{\displaystyle {\bar {\lambda }}} は λ の複素共役を表す。

Φ の逆写像は次のように表される。H* の与えられた元 φ に対し、その核の直交補空間は、H の一次元部分空間である。そこからゼロでない元 z を選び、{\displaystyle x={\overline {\varphi (z)}}\cdot z/{\left\Vert z\right\Vert }^{2}} とする。このとき、Φ(x) = φ が得られる。
歴史的に、この定理はしばしばリースとフレシェの1907年の業績として扱われる。
量子力学を数学的に取り扱う際には、この定理は有名なブラ-ケット記法の正当化として考えられる。定理が成立するとき、すべてのブラベクトル {\displaystyle \langle \psi |} には対応するケットベクトル {\displaystyle |\psi \rangle } が存在し、その対応は明らかなものである。

## リース＝マルコフ＝角谷の表現定理（Cc(X) 上の線型汎関数に対する表現定理）
ある局所コンパクトハウスドルフ空間 X 上の、コンパクトな台を持つ複素数値連続関数からなる空間を Cc(X) と表す。ここでの定理は、Cc(X) 上の正の線型汎函数を表現するものである。以下、「ボレル集合」という語は、「開」集合によって生成される σ-代数を表すために用いられる。
局所コンパクトハウスドルフ空間 X 上の、非負の可算加法的なボレル測度 μ が正則 (regular) であることは、以下と同値である：
- すべてのコンパクトな K に対して μ(K) < ∞ が成り立つ;
- すべてのボレル集合 E に対し、

{\displaystyle \mu (E)=\inf\{\mu (U):E\subseteq U,U{\mbox{ open}}\}}
が成り立つ;
- 関係式

{\displaystyle \mu (E)=\sup\{\mu (K):K\subseteq E,K{\mbox{ compact}}\}}
が、E が開集合であるとき、あるいは E がボレル集合かつ μ(E) < ∞ であるとき、必ず成り立つ。
定理リース＝マルコフ＝角谷の表現定理 X を局所コンパクトハウスドルフ空間とする。Cc(X) 上の任意の正の線型汎函数 ψ に対し、X 上の次のような正則ボレル測度 μ が唯一つ存在する。すなわち、Cc(X) 内のすべての f について
{\displaystyle \psi (f)=\int _{X}f(x)\,d\mu (x)}
が成立する。
測度論への1つのアプローチとして、C(X) 上の正の線型汎函数として定義されるラドン測度から始める方法が考えられる。これはブルバキによって採用された方法である。当然、 X は単純な集合ではなく位相空間として考えられる必要がある。局所コンパクトな空間に対し、積分論を再び構築できる。
歴史的な注意：F. Riesz  (1909) における元々の形式でのこの定理では、区間 [0,1] 内の連続関数の空間 C([0, 1]) についてのすべての連続線型汎函数 A[f] が
{\displaystyle A[f]=\int _{0}^{1}f(x)\,d\alpha (x)}
という形で表現される、ということが述べられている。ここで α(x) は区間 [0, 1] 上の有界変動関数であり、積分はリーマン＝スティルチェス積分である。その区間でのボレル正則測度と、有界変動関数の間には1対1の対応があるため、上述した定理はリースの元々の定理の内容を一般化するものである（歴史的な議論については、Gray (1984) を参照）。

## C0(X) の双対空間に対する表現定理
以下の定理はリース＝マルコフの定理　(Riesz–Markov theorem) とも呼ばれ、無限大で消失する X 上の連続関数の集合 C0(X) の双対空間の具現化を与えるものである。以下での「ボレル集合」の語も、前節と同様に、「開」集合によって生成される σ-代数を表すものである。
μ を可算加法的な複素数値ボレル測度とするとき、μ が正則であるための必要十分条件は、非負の可算加法的な測度 |μ| が前節の定義における意味で正則であることである。
定理 X を局所コンパクトなハウスドルフ空間とする。C0(X) 上の任意の連続な線型汎函数 ψ に対し、X 上の次のような正則な可算加法的複素ボレル測度 μ が唯一つ存在する。すなわち、C0(X) 内のすべての f について
{\displaystyle \psi (f)=\int _{X}f(x)\,d\mu (x)}
が成り立つ。線型汎函数としての ψ のノルムは、μ の全変動、すなわち
{\displaystyle \|\psi \|=|\mu |(X)}
である。また、ψ が正であるための必要十分条件は、測度 μ が非負であることである。
注意 有界線形汎函数に対するハーン-バナッハの定理によって、Cc(X) 上のすべての有界線形汎函数が C0(X) 上の有界線形汎函数へと拡張される方法はで唯一つであるうえ、 C0(X) は上限ノルムにおける Cc(X) の閉包であるため、上述した第一の定理の内容は第二の定理を意味するものと考える人がいるかもしれない。しかし、第一の結果は「正の」線型汎函数に対するものであり、必ずしも「有界」線型汎関数に対するものではない。したがって、それら2つの定理は同値ではない。
実際、Cc(X) 上の有界線形汎函数は、その Cc(X) 上の局所凸位相が、C0(X) のノルムである上限ノルムに置き換えられた場合、必ずしも有界線型のままであるとは限らない。そのような一例として、Cc(R) 上では有界であるが C0(R) 上では非有界であるような、R 上のルベーグ測度が考えられる。この事実は、ルベーグ測度の全変動が無限大であることからも分かる。